# Estación Lozano
Estación Lozano es una estación de ferrocarril ubicada en el pequeño paraje del mismo nombre, en el Partido de General Las Heras, Provincia de Buenos Aires, Argentina.

## Historia
Fue construida por la Compañía General de Ferrocarriles en la Provincia de Buenos Aires en 1908, como parte de la vía que llegó a Patricios en ese mismo año. No prestaba servicios de pasajeros desde 1993. La Asociación Ferroviaria Belgrano Sur realizó mantenimiento periódico de la traza durante casi 15 años,hasta que se iniciaron las obras entre Villars y Navarro, que derivaron en la reapertura de la Estación Lozano.

## Reconstrucción
En 2022, SOFSE llamó a licitación pública para la reconstrucción y mejora de algunas estaciones. Lozano, es una de ellas para la extensión a Navarro.

## Obras
El proyecto de reapertura del ramal G4 de la Línea Belgrano Sur irá pasando por las estaciones 20 de Junio, Marcos Paz, Villars, Lozano hasta llegar a la cabecera (Navarro) Previamente, los representantes técnicos informaron del buen estado de las vías y las diferentes obras que encabezarían para re-establecer el servicio entre ellas la reparación de un puente y reposición de rieles. 
En vista de la vuelta del tren a Navarro, la estación Lozano quedará como una parada intermedia del mismo servicio. Con obrador en Villars, se realizaron trabajos para reactivar entre aquella y González Catán, con destino final Navarro. La obra de modernización incluyó adecuación de vías, tareas de desmonte y desmantelado, cambios de durmientes y mantenimiento de la red ferroviaria. Se esperaba rehabilitar el servicio para enero de 2022, ese objetivo no se logró pero en febrero de 2022 se hizo correr un "camión vía" sobre las vías en reparación, 29 años después del último servicio ferroviario.

## Reapertura
El regreso del tren se dio el 1ro de octubre de 2023, frente a un grupo de emocionados vecinos que festejaron el evento.